# Juan Álvarez de Toledo
Juan Álvarez de Toledo OP (ur. 15 lipca 1488 w Alba de Tormes, zm. 15 września 1557 w Rzymie) – hiszpański kardynał.

## Życiorys
Był synem Fadrique Álvareza de Toledo i Isabeli de Zúñiga. Około 1504 roku wstąpił do dominikanów w Salamance, a 11 kwietnia 1507 złożył śluby zakonne. Następnie podjął studia w Colegio San Gregorio w Valladolid. Przyjął święcenia kapłańskie i został profesorem na Uniwersytecie w Salamance, gdzie wykładał teologię i filozofię. 31 sierpnia 1523 został wybrany biskupem Cordoby. 11 kwietnia 1537 został przeniesiony i objął biskupstwo w Burgos. 20 grudnia 1538 został kreowany kardynałem prezbiterem i otrzymał kościół tytularny S. Maria in Portico. Od 1540 przebywał w Rzymie, rezydując w Kurii. Od stycznia 1543, przez roczną kadencję pełnił funkcję kamerlinga Kolegium Kardynałów. 27 czerwca 1550 został arcybiskupem Santiago de Compostela, a trzy lata później inkwizytorem w Rzymie. 11 grudnia 1553 został podniesiony do rangi kardynała biskupa i otrzymał diecezję suburbikarną Albano. Był także spowiednikiem papieża Pawła IV.